# Château de la Chevrette
Le château de la Chevrette est un ancien château qui était situé à  Deuil-la-Barre, dans le département du Val-d'Oise .

## Situation

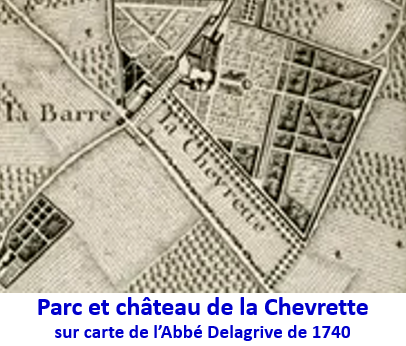
Parc et château de la Chevrette sur Carte Delagrive de 1740

Le corps principal du château était situé à l’emplacement de l’actuelle patinoire de Deuil. Le portail d’entrée, rue du Château dans l'axe de la rue Célestine, et la conciergerie, actuels musée et école de musique, sont les seuls éléments préservés de l’ancien domaine.
Le parc s’étendait jusqu’à l’avenue Galliéni à l’est, le chemin du tour du parc au nord, la rue du château à l’ouest jusqu’à proximité de  l’avenue de la Division Leclerc

## Historique

### Origines
L’existence d’un premier manoir à Deuil est évoquée par le mariage en 1398 de Lancelot Turpin de Crissé seigneur de Deuil avec Denyse de Montmorency.
La première mention du lieu-dit la Chevrette figure dans un acte de vente du 1er octobre 1559 portant sur une propriété composée de plusieurs édifices, cours et jardins, entourés de fossés et de haies vives
La propriété est  acquise le 14 août 1636 par le financier Pierre Puget de Montauron (1592-1664), Premier Président de la Cour des comptes et aides de Montauban, conseiller et secrétaire du roi.
Pierre Puget fait reconstruire le château en 1638 par l’architecte Frémin de Cotte dans le style de cette époque  (Louis XIII) et aménager un parc. La façade de 51 mètres était entourée à gauche d’une chapelle ornée de tableaux de Jacques Blanchard, à droite d’un pavillon avec bains. Le parc à la française de 30 hectares comprenant un canal de 285 mètres de longueur, 3 bassins et une orangerie est aménagé par Le Nôtre.
Pierre Puget vend le château en 1645 à Michel Particelli d'Émery, contrôleur général des Finances qui fit sculpter plusieurs statues pour le parc dont celle de Galathée qui a été reproduite en 2018 sur la place de la Nation à Deuil et dont le quartier Galathée évoque le souvenir.
Marion Delorme dont  Michel Particelli d’émery fut l’un des amants fréquenta le château.
Plusieurs propriétaires se sont encore succédé, Phélypeaux de la Vrillière en 1650, Balthazar, marquis de Châteauneuf, en 1670, Guillaume de Boissier en 170, Romain Dru de Mongelas en 1707, Eustache François Le Couturier en 1727.

### Les grandes heures du château de la Chevrette

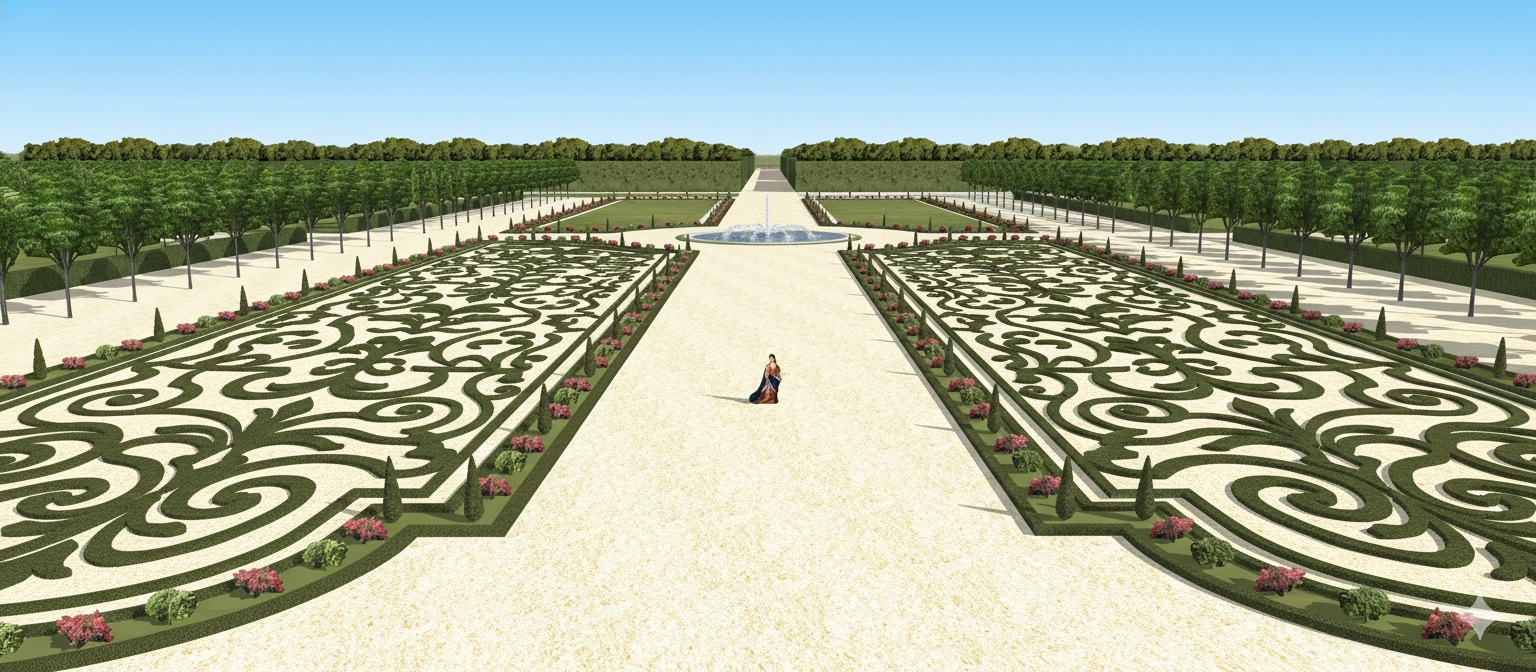
Restitution de la vue sur le parterre du château de la Chevrette, XVIIIe siècle.

Il est acquis en 1731 par  le fermier général Lalive de Bellegarde qui fait d’importants travaux de rénovation, ajoutant une aile, deux pavillons dans la cour d’honneur et un théâtre dans le parc.
Un de ses fils, Lalive d’Épinay, épouse en 1744 sa cousine Louise Florence Pétronille Tardieu d’Esclavelles, née en 1726, connue sous le nom de Madame d’Épinay.
Madame d’Epinay accueille Jean-Jacques Rousseau présenté en 1748 par sa belle-sœur la comtesse d’Houdetot et fait aménager pour l’écrivain en 1756 une  maison, l’ermitage, près du réservoir des eaux du parc à la limite de la forêt de Montmorency. Jean-Jacques Rousseau partage son temps entre le château de la Chevrette, l’ermitage et la maison de la comtesse d’Houdetot à Eaubonne.
Après le départ en décembre 1757 de Rousseau brouillé avec Madame d’Epinay, Diderot fréquente le château à partir de 1760 ainsi que d’autres célébrités, telles que  le baron Melchior Grimm, d'Holbach, l’abbé Galiani. Madame d’Épinay  entretient une correspondance avec ses amis écrivains et philosophes et participe à la rédaction du périodique Correspondance littéraire.

### Fin et disparition
Madame d'Épinay quitte la Chevrette en 1762 et séjourne à la Briche à Épinay ou dans son hôtel de la Rue de la Chaussée-d'Antin à Paris. Le château est loué  de 1764 à 1780 à la  famille La Savalette de Magnanville qui en fait une capitale du théâtre, de 1780 à 1786 à des Grands d'Espagne, le duc et la duchesse de l’Infantado.
La fille de Madame d’Epinay, vicomtesse de Belzunce, hérite du château en 1783. Le vicomte de Belzunce le fait détruire avec le théâtre en 1786, laissant subsister  une ferme et l’orangerie disparues au XIXe siècle et les écuries détruites dans les années 1960.

### Galerie

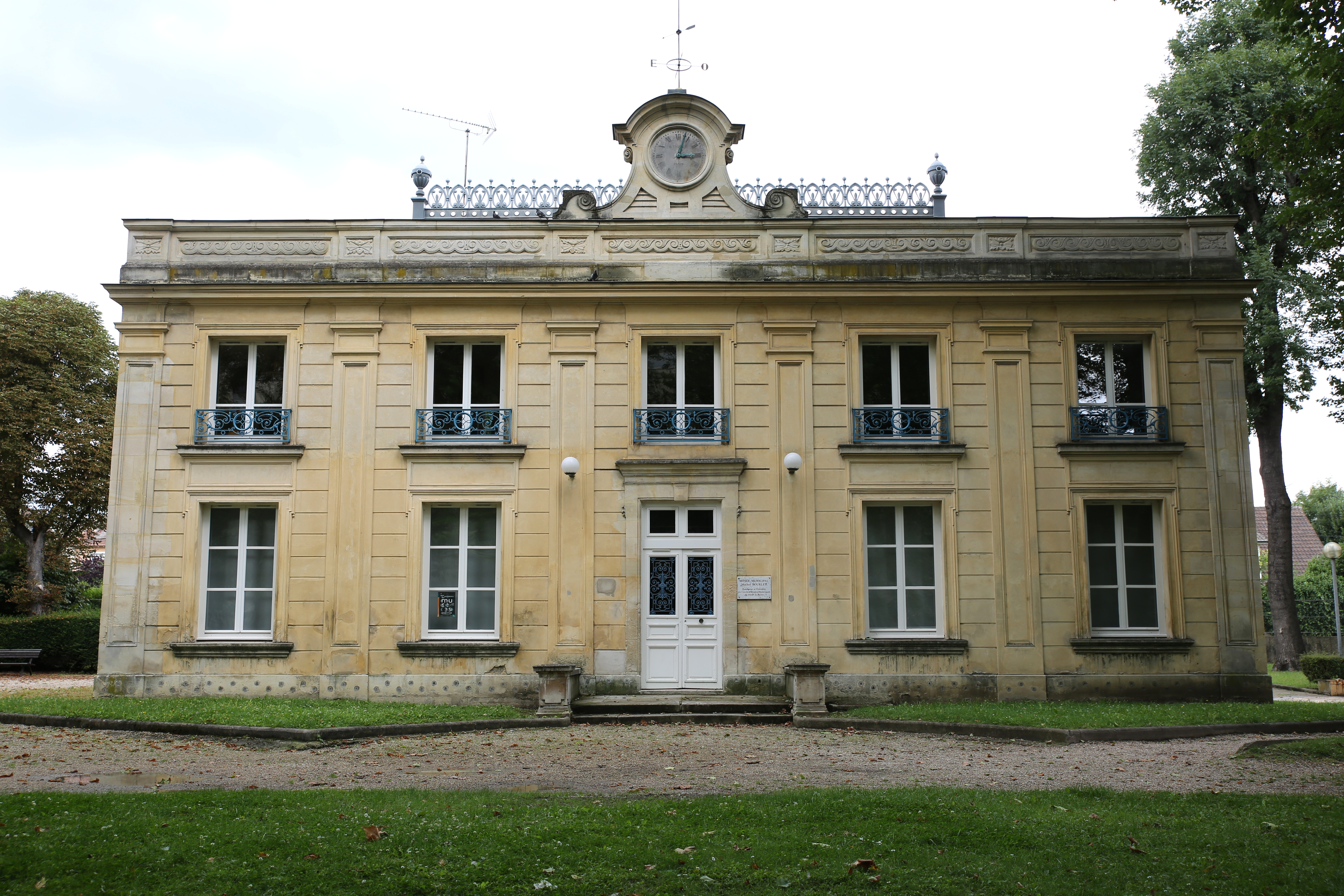
Ancienne conciergerie
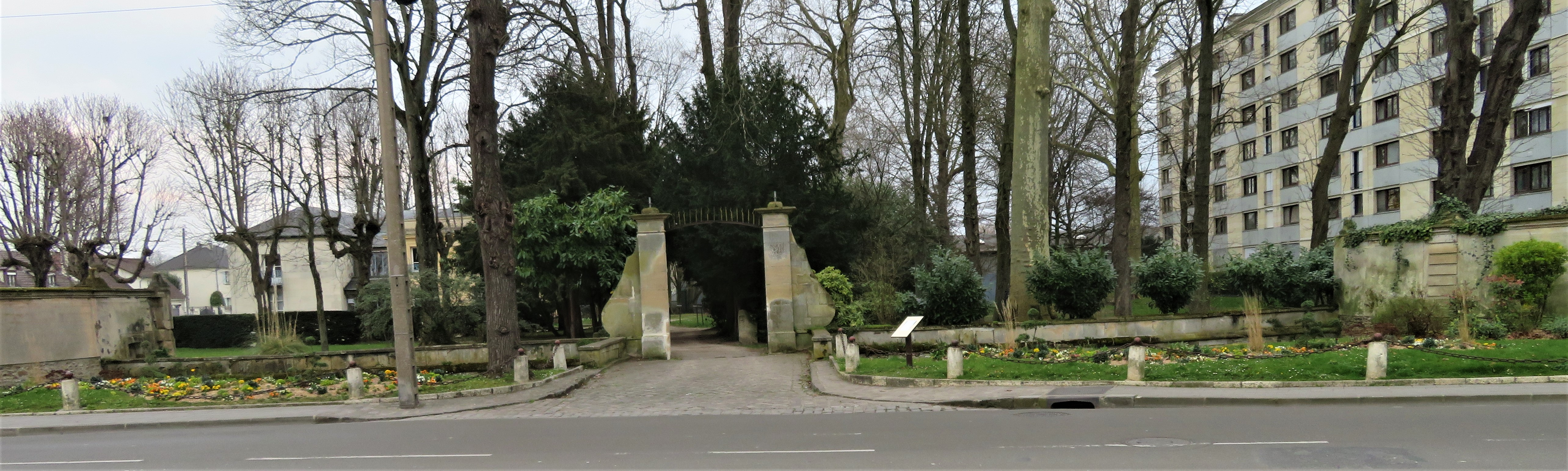
Entrée de l'ancien château